# Tájépítészet
A tájépítészet fiatal, interdiszciplináris, sokfajta tudásbázisra (természettudományok, társadalomtudományok, mérnöki tudományok) épülő szakma. Művelői a legszélesebb értelemben vett (humán- és természet-)ökológiai összefüggések elemzésének (és az ezek által a tájra gyakorolt hatásoknak) a szemszögéből közelítik meg az emberi alkotás problémáját és célját. A tájépítészet tájfogalma már önmaga tükrözi művelői szemléletét: egyezményes véleményük szerint a táj nem más, mint a kultivált (művelt) és humanizált (emberarcúvá alakított) természet. (Mőcsényi-féle tájfogalom). Önmagát tájépítésznek (landscape architect) a hagyomány szerint először Frederick Law Olmsted, a New York-i Central Park tervezője nevezte, bár több iskola ezt Andrew Jackson Downingnak tulajdonítja.

## A tájépítészet feladata
A tájépítészet diszciplínája megkérdőjelezi a romlatlan természet létezését, alaptézise szerint a tájalakító ember az ipari forradalom beteljesedésével az érintetlen természet mítoszát végérvényesen lerombolta, de tetteinek egyik legfőbb mozgatórugója mégis eme tökéletes harmónia utáni vágy (az „elveszett paradicsom” újraalkotása) maradt. Tevékenységének vonzata a természetnek az ember önképére történő formálása, amely korszakonként változó formákban és funkciókban nyer teret. A tér újrafogalmazása során az ember antropogén hatásokkal szövi át az ember nélküli természet maradványait.
A tájépítészet fő célja korszakonként igazodik ehhez a felismeréshez. A tájépítészek válaszokat keresnek és adnak arra az újra és újra felmerülő kérdésre, hogy miképpen használhatja ki az ember a rendelkezésére álló teret oly módon, hogy annak potenciáljai a lehető legtöbb ökológiailag, ökonómiailag és társadalmilag elvárt funkciót beteljesítsék az adott kor civilizációjának technológiai és szellemi színvonalán. A tájépítészet örök dilemmája a terhelés és terhelhetőség, a fenntartás és fenntarthatóság közötti egyensúly megtalálása.
A tájépítészet – Dömötör Tamás PhD megfogalmazásában – bizonyos szempontból nem más, mint a természet és az ember között megszakadt kapcsolat „újjáépítése”, illetőleg az erre irányuló törekvés.
A tájépítészet fő feladata a tájat alkotó természeti és mesterséges elemek bizonyos szempontú átrendezése, új kompozícióba tömörítése, valamint az emberi alkotások „tájba illesztése”, amely legjobban akkor sikerül, ha ennek a műveletnek az eredményeként az alkotás (legyen az műalkotás vagy műtárgy, netán egy területfejlesztési folyamat) esztétikai, ökológiai, gazdasági és társadalmi értelemben is hozzásimul az adott táj előzetes adottságaihoz.

## A tájépítészet Magyarországon
A tájépítészeti szakmát Magyarországon önálló szakirányként a volt Kertészeti és Élelmiszeripari Egyetem táj- és kertépítészeti szakán kezdték el oktatni. A ma már számtalan szakterületre bomló szakma a kertművészet és kerttervezés tudományából nőtte ki magát, amelynek hazai alapítója Rerrich Béla műépítész, a szegedi Dóm tér neves tervezője. Az önálló szakirány megalapítása Ormos Imre professzor nevéhez fűződik. Karrá szervezését Mőcsényi Mihály indította el. Ma egyetemi szintű oktatása az egyetemi integráció során a Szent István Egyetemen történik, a Tájépítészeti és Településtervezési Karon. A Kar a kerttervezés és a kertművészet szakirányai mellett tájtervezési, tájrendezési, tájvédelmi, területfejlesztési, településtervezési és kertépítészeti műemlékvédelem szakirányokra bomlott szét, amelyet a közös szemlélet fog össze.
A tájépítészeti szakma az építészet nemzetközileg elismert válfaja. Magyarországon ennek megfelelően művelői a Magyar Építész Kamara (mek.hu Archiválva 2019. december 18-i dátummal a Wayback Machine-ben) külön tervezői kóddal megjelölt tagjai. Az okleveles táj- és kertépítész mérnökök (újabban az egyetemi képzés átalakítása során a megnevezés okleveles tájépítész mérnökök) igazolt szakmai gyakorlati idő elvégzése után jogosultak kertépítészeti tervek, tanulmánytervek, fejlesztési és rendezési tervek szakági terveinek és önálló tájépítészeti tervek elkészítésére, a K tervezői jogosultsági kód megszerzésére. További specifikus szakmai múlttal rendelkező tájépítészek TR tervezői jogosultsággal önálló kistérségek, megyék, régiók vagy országos rendezési tervek elkészítésének szakértőivé, illetőleg vezető tervezőivé is válhatnak. Ugyancsak specifikus szakmai múlttal a tájépítészek TT tervezői jogosultsággal városok vagy városrészek felelős tervezői vagy szakértői is lehetnek. TK tervezői jogosultsággal a szakma azon képviselői rendelkezek, akik településrendezési tervek szakági (környezetvédelem, zöldfelületek, külterület-szabályozás, örökségvédelem, környezeti vizsgálat, környezetalakítás) munkáiban vesznek részt.
A tájépítészet hazai ismertsége és elismertsége nagyon kicsi, az építészet egy speciális szemléletmódú, nagyon fiatal, de dinamikusan fejlődő csoportját alkotják. A nyugat-európai illetőleg észak-amerikai területeken az angolszász gyökerek miatt (Landscape Architect) jóval szélesebb körben ismert és keresett, megbecsült szakma, azonban e hivatás hazai fejlődéstörténete is ebbe az irányba tart.
A hazai tájépítészet kimagasló egyénisége Mőcsényi Mihály professzor 2012-ben, mint a tájépítészet magyarországi iskolateremtő professzora, a tájépítészet világszinten is legrangosabbnak tartott, nemzetközi életmű-díjnak számító elismerésben, a Sir Geoffrey Jellicoe-díjban részesült.

## Szakmai érdekképviseletek és szervezetek
- Magyar Építész Kamara Táj- és Kertépítészeti Tagozata  Archiválva 2019. december 18-i dátummal a Wayback Machine-ben
- Magyar Tájépítészek Szövetsége
- Arstopia Alapítvány
- Tájépítész Gondolkodók Szellemi Műhelye
- Rerrich Béla Tájépítész Szakkollégium
- Magyar Kertörökség Alapítvány

## A szakmához kapcsolható hasznos linkek
- Tájépítészeti linkgyűjtemény
- Kerttörténeti Archívum
- LE:NOTRE – Landscape Education: New Opportunities for Teaching and Research in Europe
- EFLA – European Foundation for Landscape Architect
- ELKE – Kertészeti, élelmiszeripari, kertművészeti és tájépítészeti könyvtáradatbázis
- 4D – tájépítészeti és kertművészeti folyóirat
- Szép Kertek (táj- és kertépítészeti folyóirat)  Archiválva 2006. június 14-i dátummal a Wayback Machine-ben
- Tájépítészetről
- International Federation of Landscape Architects
- Magyar Tájépítészek Szövetsége hivatalos weboldala
- Rerrich Béla Tájépítész Szakkollégium
- Magyar Építész Kamara Táj- és Kertépítészeti Tagozata  Archiválva 2012. július 11-i dátummal a Wayback Machine-ben